# Le mirabolanti avventure di mastro Antifer
Le mirabolanti avventure di mastro Antifer (Mirifiques Aventures de Maître Antifer) è un romanzo d'avventura scritto da Jules Verne nel 1892 e pubblicato inizialmente su rivista ed in seguito in volume nel 1894. Racconta la storia di una caccia al tesoro, in giro per il mondo, alla ricerca di un'isola misteriosa, dov'è nascosta un'immensa fortuna. 

## Trama
Siamo nel 1831 in terra d'Egitto e il ricco pascià Kamylk seppellisce tutti i propri tesori all'interno di un crepaccio roccioso su di un'isola misteriosa, al fine così di evitarne la dissipazione da parte dell'avida famiglia.
Nel 1862 a Saint-Malo Pierre Antifer, un burbero ed impulsivo bretone, sta meditando sopra un documento lasciatogli dal padre, e che quest'ultimo ha ereditato da Kamylk in segno di gratitudine dopo che una volta gli ebbe salvato la vita: il testo pare riferirsi alla latitudine e longitudine di un'isola del tesoro.
Il nipote Juhel sta pensando solo al suo prossimo matrimonio con Enogade, e comincia temere le conseguenze di un possibile viaggio improvviso in direzione dell'ignoto. Il notaio Ben-Omar, servitore di Saouk, l'ultimo erede del pascià, è giunto intanto anche lui alla residenza di Antifer; l'avventura può così aver inizio, assieme all'amico Gildas e al povero Juhel che ha dovuto per forza di cose rimandare lo sposalizio.
L'isola si trova nel Mar Arabico, al largo di Mascate; giunti sul luogo però i viaggiatori scoprono una seconda pergamena la quale indica nuove coordinate: lo stesso evento prosegue, fino a portare il gruppo in Scozia, a Edimburgo. Qui devono vedersela col reverendo Tyrcomel che si rifiuta ostinatamente di riferire alcuna informazione che possa far arrivare più vicino al tesoro.
Infine giungono a un documento illeggibile che non può in alcun modo aiutare alla localizzazione del tesoro; tornano così scornati a casa e Juhel può finalmente sposarsi. Involontariamente però la giovane donna fornisce al marito la soluzione all'enigma: il tesoro è nascosto al largo della Sicilia!
Arrivati all'isola Ferdinandea, di origine vulcanica ed emersa dalle profondità marine proprio nel 1831, ma che purtroppo sprofondò solamente pochi mesi dopo la sua apparizione. Addio per sempre quindi all'oro e ai gioielli del pascià. Guarito definitivamente dalle ambizioni di ricchezza, Antifer ne approfitterà per farsi una gran bella risata, con immenso sollievo di tutta la famiglia.

## Personaggi
- Kamylk Pasha: ricco egiziano che nasconde tutti i propri beni su un'isola, al fine di proteggerli dall'avidità dei parenti.
- Mastro Antifer: burbero ed impulsivo, gli viene data la possibilità di prender possesso del tesoro di Kamylk.
- Juhel: nipote di Antifer in procinto di sposarsi.
- Enogade: promessa sposa di Juhel.
- Gildas: marinaio d'acqua dolce, amico di Mastro Antifer.
- Saouk: ultimo erede di Kamylk, un uomo violento e privo di scrupoli.
- Ben-Omar: notaio.
- Nazim: falsa identità di Saouk; finto scrivano del notaio Ben-Omar.
- Zambuco: abile banchiere.
- Tyrcomel: reverendo scozzese che non vuole aver nulla a che fare col tesoro.

## Curiosità

### Le coordinate
Le coordinate geografiche citate nel romanzo, ambientato nel 1831, sono relative non già al meridiano di Greenwich, che divenne il riferimento ufficiale solo nel 1884 con la Conferenza internazionale di Washington, ma piuttosto al meridiano di Parigi (2° 20' 14" a est di Greenwich), quindi a tutte le longitudini citate va sommata la longitudine di Parigi per ottenere il riferimento corretto rispetto al meridiano di Greenwich. Le quattroposizioni geografiche originali, come citate nel romanzo, sono, in coordinate di Parigi:
- Primo isolotto     24°59′00″N 54°57′00″E (golfo di Oman)
- Secondo isolotto   3°17′00″S 7°23′00″E  (al largo del Gabon)
- Terzo isolotto       77°19′00″N 15°11′00″E  (Spitzberg)
- Isolotto finale      37°26′00″N 10°33′00″E  (Isola Giulia)

Nell'odierno riferimento di Greenwich:
- 24°59′00″N 57°17′14″E   (Golfo di Oman)
- 3°17′00″S 9°43′14″E   (al largo del Gabon)
- 77°19′00″N 17°31′14″E    (Spitzberg)
- 37°26′00″N 12°53′14″E    (Isola Giulia)

È stato però calcolato che le coordinate corrette del quarto punto, il  centro della calotta sferica, sarebbero:
- 37°02′00″N 9°30′00″E  (37°02′00″N 11°50′14″E Greenwich)

### L'anno
Il 1831, data in cui è inizialmente ambientato il romanzo (per poi saltare al 1862), è lo stesso anno in cui emerse dalle acque del Mar Mediterraneo l'Isola Giulia. Il romanzo fu pubblicato nel 1894 (in Italia nel 1899).

### L'isola Giulia
Di origine vulcanica, l' "isola" è attualmente situata pochi metri sotto il livello del mare, dopo essere una prima volta emersa nel 1831, successivamente inabissatasi, e poi riemersa nel 1846 e nel 1863, ma nel romanzo viene descritta come giacere a 300-350 piedi di profondità (circa 100 metri).  All'epoca l'isola fu soggetta a una serie di vicissitudini politiche per stabilirne lo Stato di appartenenza tra Francia, Italia e Inghilterra, e negli anni fu battezzata e ribattezzata con vari nomi: Giulia, Nerita, Corrao, Hotham, Graham, Sciacca, Ferdinandea.

## Edizioni italiane
Il libro venne tradotto per la prima volta in lingua italiana nel 1899, con edizione presso Enrico Voghera di Roma, dopo che lo stesso ne aveva acquistato i diritti.
Il libro è stato poi tradotto in italiano, in epoca recente, nel 2005, dalla casa editrice Motta Junior.
Il 16 agosto 2019 la casa editrice RBA ne ha ristampata una nuova edizione di lusso nella 48 uscita di una collezione di 68 volumi venduti in edicola Archiviato il 4 agosto 2019 in Internet Archive..